# Belinski (ciudad)
Belinski (en ruso: Бели́нский) en una ciudad del óblast de Penza, Rusia, ubicada 129 km al oeste de la capital del óblast, Penza. Su población en el año 2010 era de unos 8500 habitantes.

## Historia
Fue por primera vez mencionada en 1713. En 1780 obtuvo la categoría de ciudad con el nombre de Chembar (Чембар). En 1948 se rebautizó como el nombre actual en honor al crítico literario y filósofo Visarión Belinski, quien pasó su infancia en esta ciudad.